# Mesosa tonkinea
Mesosa tonkinea là một loài bọ cánh cứng trong họ Cerambycidae.